# North Baltimore
North Baltimore és una població dels Estats Units a l'estat d'Ohio. Segons el cens del 2000 tenia 3.361 habitants.

## Demografia
Segons el cens del 2000, North Baltimore tenia 3.361 habitants, 1.272 habitatges, i 886 famílies. La densitat de població era de 584,5 habitants per km².
Dels 1.272 habitatges en un 36% hi vivien nens de menys de 18 anys, en un 50,9% hi vivien parelles casades, en un 14,2% dones solteres, i en un 30,3% no eren unitats familiars. En el 25,3% dels habitatges hi vivien persones soles el 12,7% de les quals corresponia a persones de 65 anys o més que vivien soles. El nombre mitjà de persones vivint en cada habitatge era de 2,57 i el nombre mitjà de persones que vivien en cada família era de 3,07.
Per edats la població es repartia de la següent manera: un 28,2% tenia menys de 18 anys, un 8,8% entre 18 i 24, un 28,1% entre 25 i 44, un 19,7% de 45 a 60 i un 15,2% 65 anys o més.
L'edat mediana era de 34 anys. Per cada 100 dones de 18 o més anys hi havia 86 homes.
La renda mediana per habitatge era de 38.507 $ i la renda mediana per família de 45.962 $. Els homes tenien una renda mediana de 33.144 $ mentre que les dones 23.022 $. La renda per capita de la població era de 16.894 $. Aproximadament el 6,9% de les famílies i el 8,8% de la població estaven per davall del llindar de pobresa.

## Poblacions més properes
El següent diagrama mostra les poblacions més properes.